# ナイチンゲールの歌
『ナイチンゲールの歌』、または『うぐいすの歌』（仏:  Le Chant du rossignol ）は、イーゴリ・ストラヴィンスキーが自作のオペラ『夜鳴きうぐいす（ナイチンゲール）』の音楽を再構成して作った交響詩、またこれに基づく1幕のバレエ作品。

## 作曲の経過
モスクワ自由劇場の委嘱による3幕の歌劇『夜鳴きうぐいす』（原作：アンデルセン）は、第1幕が1907年から1909年、残りの第2、第3幕が1913年から1914年にかけて作曲された。作曲が中断していた4年の間にストラヴィンスキーの作風は『火の鳥』（1910年）、『ペトルーシュカ』（1911年）、『春の祭典』（1913年）の作曲を経て大きく変化したため、完成した『夜鳴きうぐいす』は1幕とそれ以外の幕で様式に大きな断層が生じることとなった。
依頼主であったロシア自由劇場が完成直前に倒産したため、バレエ・リュスの主宰者セルゲイ・ディアギレフはストラヴィンスキーに上演を承諾させ、1914年にオペラ座で初演を行った。オペラの初演は好評であったが、パリで2回、ロンドンで4回上演された後は再演されなかった。
その後、ストラヴィンスキーが、同じ様式によって書かれた第2幕と第3幕をまとめて交響詩にしようと考えていたところ、1917年初めにディアギレフから『夜鳴きうぐいす』のバレエ化の提案があり、これに同意した。ストラヴィンスキーは編曲にとりかかると同時に、アンデルセンの原作を元にバレエのための台本を作り直した。

## 初演
交響詩の初演は1919年12月6日、ジュネーヴにおける、エルネスト・アンセルメ指揮、スイス・ロマンド管弦楽団の演奏会で行われた。
バレエの初演は2か月後の1920年2月2日、パリ・オペラ座におけるバレエ・リュスの公演で行われた。振付はレオニード・マシーン、ナイチンゲール役は『火の鳥』初演時に「火の鳥」役を踊ったタマーラ・カルサヴィナ。美術と緞帳はアンリ・マティス、指揮は交響詩の初演と同じくアンセルメが担当し、オペラ『夜鳴きうぐいす』のためにアレクサンドル・ブノワがデザインした歌舞伎の隈取のようなメーキャップが引き続き使用された。ところが、この時のマシーンによる振付は音楽のリズムを無視したものであったために、観客、ダンサー、ディアギレフのいずれにも不評であり、わずか2回上演されただけでレパートリーから外されてしまった。
その後、バレエ・リュスでは1925年にジョージ・バランシンによる新しい振付によって『ナイチンゲールの歌』が再演された。この時のナイチンゲール役に起用された当時15歳のアリシア・マルコワは、体重36kgの小柄な身体で見事に籠の中の鳥を演じて成功をおさめた。マルコワのための衣裳は白で統一され、タイツの上にスカートをはかないという斬新なデザインであった。また、高価な白鷺の羽毛を使った帽子は予算超過となり、超過した分はストラヴィンスキーとマティスが負担した。

## 演奏時間
- 約20分

## 楽曲構成
（作曲者によるピアノ編曲版の序文による区分）
- 第1部：中国の宮殿の祭
- 第2部：二羽のうぐいす（本物のうぐいすと機械仕掛けのうぐいす）
- 第3部：中国の皇帝の病気と回復

## 楽器編成
オペラ版よりも縮小された2管編成。トゥッティの箇所は少なく、ソロやセクションに協奏的役割が与えられている。
- フルート2 （ピッコロ1持ち替え）
- オーボエ2 （コーラングレ1持ち替え）
- クラリネット2 （Es管クラリネット1持ち替え）
- ファゴット2
- ホルン4
- トランペット3
- トロンボーン3
- チューバ1
- ティンパニ
- 打楽器 （トライアングル、タンブリン、シンバル、銅鑼、バスドラム、スネアドラム、テナードラム）
- チェレスタ1
- ピアノ1
- ハープ2
- 弦五部